# NGC 67
NGC 67 é uma galáxia elíptica (E) localizada na direcção da constelação de Andromeda. Possui uma declinação de +30° 03' 48" e uma ascensão recta de 0 horas, 18 minutos e 14,9 segundos.
A galáxia NGC 67 foi descoberta em 7 de Outubro de 1855 por William Parsons.